# Jim Jefferies
Geoff James Nugent (nacido el 14 de febrero de 1977), conocido profesionalmente como Jim Jefferies, es un comediante, actor y escritor australiano-estadounidense. Él creó y protagonizó  comedia de situación Legit (2013-2014) y late night The Jim Jefferies Show (2017-2019) en Comedy Central.

## Nacimiento y juventud
Jefferies nació como Geoff James Nugent en febrero de 1977 en Sídney, Australia. Su padre era ebanista y trabajador de mantenimiento de Roma, Queensland, y su madre era maestra suplente.  Jefferies creció en Sídney antes de mudarse a Perth para estudiar teatro musical y música clásica en la Academia de Artes Escénicas de Australia Occidental. Comenzó su carrera de comediante una vez que dejó la Academia, varios meses antes de completar su carrera, mudándose inicialmente a Sídney y luego al Reino Unido.
Tiene dos hermanos mayores: Scott, un banquero de inversiones, y Daniel, un inspector de Orden Público y Escuadrón Antidisturbios de la Policía de Nueva Gales del Sur.

## Carrera

### Stand-up
Jefferies inicialmente tomó el nombre artístico de "Jim Jeffries", pero modificó el apellido a "Jefferies" para evitar confusiones con un artista estadounidense de nombre similar. Inicialmente comenzó a ponerse de pie con bromas cortas. Pasó al humor de contar historias cuando comenzó a hacer sesiones de una hora. Jefferies logró la atención internacional por primera vez en 2007, cuando fue atacado en el escenario mientras actuaba en la Manchester Comedy Store. Las imágenes del incidente se incorporaron a su acto y se pueden ver en su DVD de 2008, Contraband. Se hizo famoso en los Estados Unidos en 2009, después de su especial debut de HBO, I Swear to God.
Jefferies ha actuado en numerosos festivales, incluido el Festival Fringe de Edimburgo, el Festival Just for Laughs, el Festival Internacional de Comedia de Melbourne, los Festivales de Leeds y Reading y el Festival de Glastonbury. Jefferies también ha realizado rutinas en The World Stands Up, Comedy Blue y Edinburgh and Beyond para Comedy Central.
Tras el lanzamiento de su especial de Netflix, Freedumb, en julio de 2016, Jefferies ha estado realizando The Unusual Punishment Tour con material completamente nuevo, y filmó su especial de comedia más reciente "This Is Me Now", en el Hammersmith Apollo en Londres, en enero de 2018. El 17 de diciembre de 2018 completó su gira Night Talker con la actuación final en Melbourne, Australia.

### Legit
La serie de comedia Legit de Jefferies se estrenó el 17 de enero de 2013 en FX. Una segunda temporada se estrenó el 26 de febrero de 2014, tras haber sido trasladada a FXX. La serie recibió una atención positiva entre la comunidad de discapacitados por su descripción de las personas con discapacidades mentales y físicas. La serie fue cancelada después de dos temporadas. 

### The Jim Jefferies Show
El 3 de marzo de 2017, Comedy Central anunció The Jim Jefferies Show, una nueva serie semanal de diez episodios, que se estrenó el 6 de junio de 2017. Jefferies, presentador del programa, analiza la cultura y la política detrás de su escritorio y viaja por todo el mundo para abordar las principales historias de la semana y los temas más controvertidos. El 25 de julio de 2017, la primera temporada se amplió con diez episodios adicionales, que terminaron de emitirse el 21 de noviembre de 2017. El 15 de enero de 2018, Comedy Central renovó la serie para una segunda temporada de veinte episodios, que se estrenó el 27 de marzo de 2018. La cadena renovó el programa por tercera temporada en enero de 2019, que se estrenó el 19 de marzo de 2019. La serie concluyó el 19 de noviembre de 2019,cuando acabó la tercera temporada.

### Otro trabajo
De noviembre de 2010 a noviembre de 2012, Jefferies copresidió el podcast Jim and Eddie Talkin 'Shit con su compañero comediante y excompañero de cuarto, Eddie Ifft. Jefferies tuvo que renunciar debido a su apretada agenda de trabajo.
Jefferies apareció en programas de comedia como Never Mind the Buzzcocks, Have I Got News for You, The Heaven and Earth Show y 8 de 10 Cats, el programa de comedia estadounidense The Green Room con Paul Provenza y @midnight de Comedy Central. También ha aparecido en varios programas de radio, incluido el programa deportivo de los sábados por la mañana de BBC Radio 5 Live , Opie and Anthony y Fighting Talk .
En 2015, protagonizó la película australiana Me and My Mates vs the Zombie Apocalypse con los comediantes Greg Fleet y Alex Williamson. Se estrenó el 25 de julio y se lanzó en DVD y Vimeo en Australia y Nueva Zelanda a finales de 2015, y en el Reino Unido, Irlanda y Estados Unidos en 2016. 
En 2019, Jefferies y Suzanne Martin desarrollaron la comedia Jefferies para NBC, en la que Jefferies protagonizará una versión ficticia de sí mismo.

## Vida personal
Jefferies estuvo anteriormente en una relación con la actriz Kate Luyben. Juntos, tienen un hijo que nació en 2012. En septiembre de 2020, Jefferies se casó con la actriz británica Tasie Lawrence.
En 2018, Jefferies se convirtió en ciudadano naturalizado de los Estados Unidos. Él es ateo.

## Filmografía

### Película
| Año  | Título                                       | Papel   | Notas                     |
| ---- | -------------------------------------------- | ------- | ------------------------- |
| 2014 | Mis amigos y yo contra el Apocalipsis Zombie | Joel    |                           |
| 2016 | Golpeando a Henry                            | Charlie |                           |
| 2017 | Matar a Hasselhoff                           | Tommy   |                           |
| 2020 | Extinto                                      |         | Rol de voz, en producción |

### Televisivo
| Año       | Título                                 | Papel               | Notas                                                                    |
| --------- | -------------------------------------- | ------------------- | ------------------------------------------------------------------------ |
| 2004      | Los últimos cancilleres                | Whoppit             | Episodio: 1x01                                                           |
| 2007      | Cortes de comedia                      | Varios              |                                                                          |
| 2008      | Jim Jefferies: Contrabando             | Él mismo            | Especial stand-up                                                        |
| 2009      | Jim Jefferies: Lo juro por Dios        | Él mismo            | Especial stand-up                                                        |
| 2010      | Jim Jefferies Alcoholocausto           | Él mismo            | Especial stand-up                                                        |
| 2012      | Jim Jefferies: completamente funcional | Él mismo            | Especial stand-up                                                        |
| 2013      | Amor podrido                           | Sacerdote           |                                                                          |
| 2013-14   | Legítimo                               | Jim Jefferies       | También creador, escritor y productor ejecutivo; 26 episodios            |
| 2014      | Mal juez                               | Keith               | Episodio: "El gato está fuera de la bolsa"                               |
| 2014      | Los bibliotecarios                     | Papá Noel británico | Episodio: "Y la carrera de medianoche de Santa"                          |
| 2014      | Jim Jefferies: desnudo                 | Él mismo            | Especial stand-up                                                        |
| 2016      | No es seguro con Nikki Glaser          | Él mismo            | Guest (2 episodios)                                                      |
| 2016      | Jim Jefferies: Freedumb                | Él mismo            | Especial stand-up                                                        |
| 2017-2019 | El show de Jim Jefferies               | Él mismo            | Anfitrión; también creador, escritor y productor ejecutivo; 57 episodios |
| 2018      | Jim Jefferies: Este soy yo ahora       | Él mismo            | Especial stand-up                                                        |
| 2020      | Jim Jefferies: intolerante             | Él mismo            | Especial stand-up                                                        |
| 2021      | Historia de las malas palabras         | Él mismo            | 5 episodios                                                              |

## Discografía
- 2008: Hell Bound (CD)
- 2008: Contraband (DVD)
- 2009: I Swear to God (video download)
- 2010: Alcoholocaust (DVD)
- 2012: Fully Functional (video download/DVD)
- 2014: Bare (video download)
- 2016: Freedumb (video download)
- 2018: This Is Me Now (Netflix)
- 2020: Intolerant (Netflix)